# Граскаас
Граскаас (нід. Graskaas. Graskaas — трав'яний сир) — сорт м'якого голландського сиру, що виготовляють із коров'ячого молока. В основному цей рідкісний сир виробляє компанія Beemster, котра розташована у Нідерландах. Граскаас має багато спільного з Меікаасом, але дозріває пізніше. Граскаас зазвичай доступний у продажу ранньою весною, за виключенням нагоди, коли він з'явився у продажу у магазині у Делфте 28 березня 1596 року.